# Antonio Panciera
Antonio Panciera (Portogruaro, ca. 1350 - Roma, 3 de julho de 1431) foi um cardeal italiano do século XV.

## Primeiros anos
Nasceu em Portogruaro em ca. 1350. De uma família nobre, mas empobrecida. Filho do Conde Palatino Antonio Panciera. Seu sobrenome também está listado como Pancerini; e como Panciarini. Sobrinho do Cardeal Antonio Caetani (1402). Ele foi chamado de Cardeal de Aquileia, iuniore.
Obteve o doutorado em direito pela Universidade de Pádua. Logo após terminar os estudos, foi para Roma, provavelmente com Bonaventura Badoer, futuro cardeal e beato. Notário apostólico. Em 1380, o Papa Urbano VI nomeou-o cônego dos capítulos de Aquileia e Cividale. Entrou ao serviço do Cardeal Pietro Tomacelli, futuro Papa Bonifácio IX. Entrou na chancelaria papal como escrittore e abreviador das cartas apostólicas. Quando o cardeal Tomacelli foi eleito papa em novembro de 1389, tornou-se seu secretário e familiar; nesta época conheceu Baldassare Cossa, futuro cardeal e antipapa João XXIII, que foi muito influente na corte papal.
Eleito bispo de Concórdia, antes de 12 de julho de 1392; tomou posse em 10 de julho de 1393, em 11 de setembro foi-lhe concedido o privilégio de ter nos braços a insígnia da casa Tomacelli para ele e seus descendentes; a família Panciera ainda desfruta do privilégio. Continuou exercendo seus cargos na Cúria Romana. Nomeado abade commendatario de Moggio em 1400; ocupou o cargo até sua promoção ao patriarcado de Aquileia, em 27 de fevereiro de 1402; entrou na sé em 7 de abril de 1402 e tomou posse no dia seguinte.
Entre 1402 e 1408, muitos dos seus adversários, Alemanha e Veneza, tentaram induzir os Papas Bonifácio IX, Inocêncio VII e Gregório XII a depô-lo. Em outubro de 1403, adquiriu o castelo de Zoppola para ele e sua família. Quando ele se recusou a cumprir a ordem do Papa Gregório XII de se apresentar perante a corte papal em quinze dias, o pontífice o depôs como patriarca em 13 de junho de 1408 e nomeou outro patriarca, Antonio da Ponte, em seu lugar em 1409. Os cardeais que se opunham ao papa não apoiaram o depoimento. O Patriarca Panciera apelou ao Conselho de Pisa em busca de apoio e foi restaurado à Sé de Aquileia; quando o antipapa João XXIII buscou a obediência da Alemanha para a sua causa, promoveu o patriarca ao cardinalato como forma de removê-lo do patriarcado; o capítulo da catedral de Aquileia elegeu o candidato alemão, Ludwig von Teck, apoiado pelo antipapa; o nomeado pelo papa foi ignorado; o novo pseudocardeal não demonstrou entusiasmo pela sua promoção.
Criado pseudocardeal sacerdote com o título de S. Susana no consistório de 6 de junho de 1411; permaneceu em Friuli até que a guerra entre as facções o obrigou a partir; ingressou na Cúria Romana em 4 de março de 1412 e tomou posse de seu título. Ele foi ao Concílio de Constança com o Papa Gregório XII em 1414, mas no concílio foi um dos acusadores do papa e participou ativamente de todos os procedimentos da assembleia. Participou do conclave de 1417, que elegeu o Papa Martinho V.
Administrador da Sé de Satriano, de 24 de junho de 1419 até 23 de dezembro de 1420. Administrador da sé suburbana de Frascati, 13 de agosto de 1420; nomeado bispo da sé em 14 de março de 1431; ocupou-o até sua morte. Foi para Tivoli com o papa em 25 de junho de 1421. Abade commendatario do mosteiro de Rosazzo de 1424 a 1430. Obteve do papa a transferência da sé de Concórdia a Portoruaro em 23 de julho de 1425; a transferência não entrou em vigor. Cardeal protopresbítero em setembro de 1427. Camerlengo do Sagrado Colégio dos Cardeais de 1428 até sua renúncia em 1431. Abade commendatario do mosteiro de Summaga em 1431. Participou do conclave de 1431, que elegeu o Papa Eugênio IV. Passou os últimos anos da sua vida no mosteiro de S. Biagio em Cantusecuto, também chamado della Pagnotta, perto do rio Tibre, Roma, onde havia recebido em comenda em 22 de janeiro de 1424. Deixou cem cartas de grande interesse para conhecer as atividades civis e religiosas das quais foi protagonista.
Morreu em Roma em 3 de julho de 1431, mosteiro de S. Biagio em Cantusecuto. Sepultado na gruta da basílica patriarcal do Vaticano, onde ainda existem vários fragmentos do monumento de mármore que continha os seus restos mortais.